# Ulisse Aldrovandi

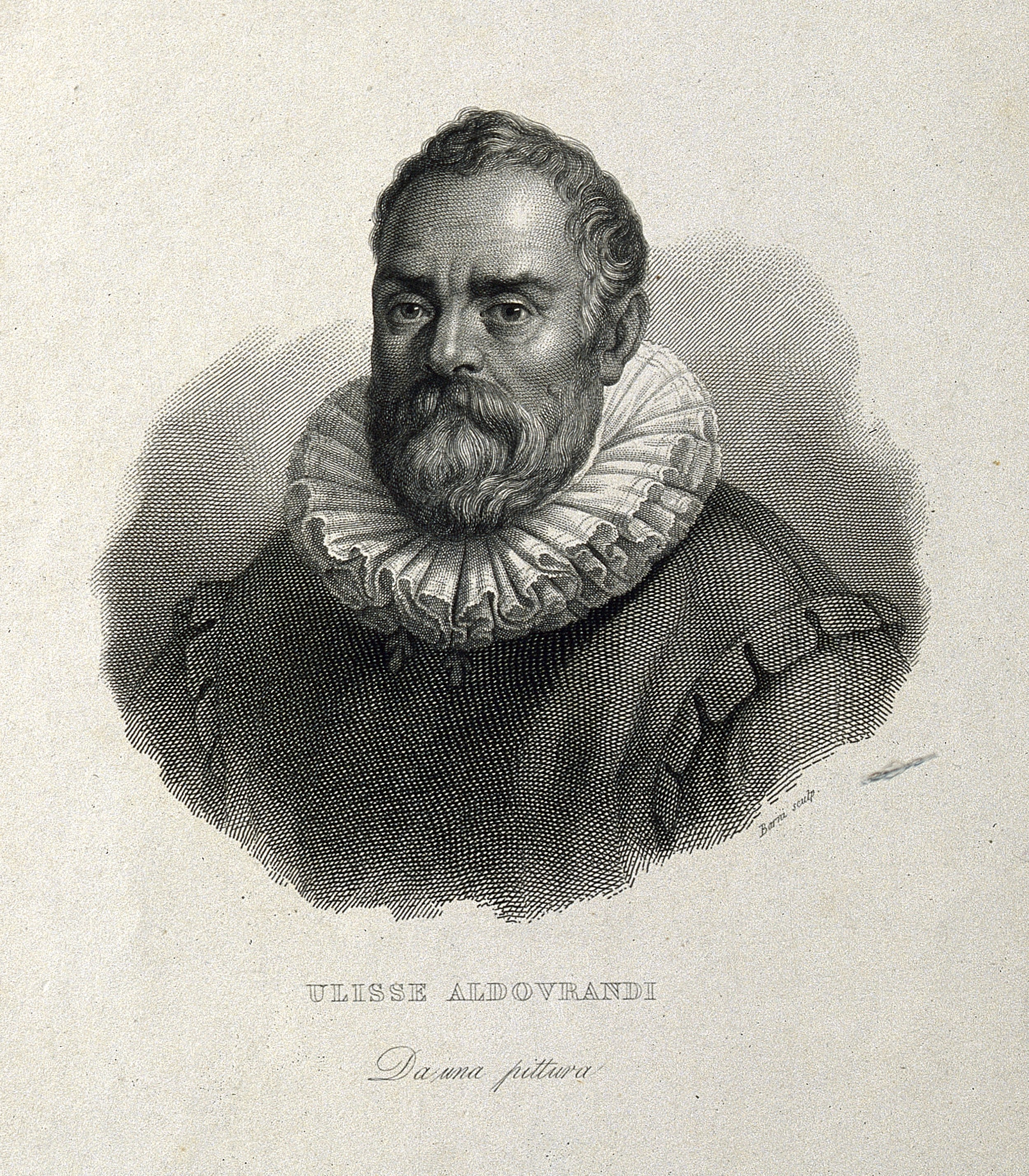

Ulisse Aldrovandi (Bologna, 11 september 1522 – aldaar, 4 mei 1605) was een Italiaans natuuronderzoeker, en, onder veel meer, de drijvende kracht achter de stichting van de Orto botanico di Bologna. Hij wordt gewoonlijk, vooral in oudere literatuur in het Latijn, vermeld als Aldrovandus; in het Italiaans wordt zijn naam ook geschreven als Aldroandi. Linnaeus en De Buffon beschouwden hem als de vader van de studie der natuurlijke historie.

## Levensschets
Aldrovandi werd geboren in Bologna als zoon van Teseo Aldrovandi en zijn vrouw Veronica d'Antonio Marescalchi, een adellijk maar arm gezin. Zijn vader was rechtsgeleerde en secretaris van de senaat van Bologna, maar overleed al in 1529, toen Ulisse pas zes of zeven jaar oud was. Na het overlijden van zijn vader wilde zijn moeder dat hij jurist werd. Op twaalfjarige leeftijd liep hij van huis weg. Hij verbleef vier maanden in Rome, totdat hij gehoor gaf aan zijn moeders smeekbeden, en naar Bologna terugkeerde, waar hij zich bekwaamde in de wiskunde. Toen hij 14 was ging hij als leerling klerk aan de slag, aanvankelijk in Bologna, daarna bij een koopman in Brescia. Na weer een periode in Bologna geweest te zijn, ging hij opnieuw naar Rome, maar vond er geen werk. Op de weg terug naar huis ontmoette hij een Siciliaanse pelgrim die naar Santiago de Compostella ging; zonder nog naar huis te gaan voegde hij zich bij hem. Na de gevaarlijke route naar Santiago de Compostella te hebben afgelegd, voltooide hij de pelgrimstocht met het traditionele bezoek aan Santa Maria de Fisterra. In zijn memoires schreef Aldrovandi daarover: "Ik ging terug omdat ik niet verder kon."
Eenmaal weer thuis, in 1539, begon hij aan een studie rechten en letteren aan de Universiteit van Bologna. In 1542 werd hij ingeschreven als notaris. In 1546 was hij klaar om af te studeren in de rechten, maar hij ontwikkelde belangstelling voor de filosofie en ging daar in 1547 colleges in volgen. In 1548 ging hij naar de Universiteit van Padua, waar hij colleges in de logica, filosofie, wiskunde en geneeskunde volgde. In 1549 keerde hij terug naar Bologna. Hij ontmoette daar Luca Ghini, die geneeskruidenleer (la scienza de' semplici) doceerde aan de universiteit van Pisa, maar nog een huis in Bologna had. Ghini wijdde hem in in de kennis van de planten, zozeer zelfs dat hij er al snel een expert in werd.
Op 12 juni 1549 werd Aldrovandi op beschuldiging van ketterij gearresteerd; de aanklacht was dat hij banden had met de antitrinitaire wederdoper Camillo Renato, en diens overtuigingen omhelsde. In september zwoer hij die ideeën plechtig in het openbaar af, maar hij werd desondanks overgebracht naar Rome, waar hij in afwachting van zijn proces in redelijke vrijheid kon leven. Na de dood van paus Paulus III, en de verkiezing van Julius III, werd hij in april 1550 vrijgesproken. Zijn verblijf in Rome was bepalend voor zijn verdere wetenschappelijke carrière. Hij raakte er bevriend met veel plaatselijke geleerden, en raakte meer en meer geïnteresseerd in botanie, zoölogie en geologie (hij wordt genoemd als degene die die term zou hebben bedacht c.q. voor het eerst gepubliceerd). Hij ontmoette er onder meer de geneeskundige Paolo Giovio en Guillaume Rondelet, die daar als lijfarts van kardinaal De Tournon was, en intussen werkte aan zijn eerste boek over vissen. Door hen aangestoken, begon hij vissen te verzamelen en conserveren, wat het begin werd van zijn latere museum.
Op 23 september 1553 behaalde Aldrovandi in Bologna het doctoraat in de filosofie en geneeskunde. In het academisch jaar 1554–1555 doceerde hij logica. In het volgende collegejaar kreeg hij er een leerstoel in de filosofie bij, waaraan nog een jaar later de leerstoel in de geneeskruidenleer werd toegevoegd, die hij deelde met Cesare Odoni tot aan diens dood in 1571. Op 22 februari 1561 volgt zijn benoeming als eerste hoogleraar in de leerstoel van de natuurlijke historie (lectura philosophiae naturalis ordinaria de fossilibus, plantis et animalibus). Hij hield deze tot 1600, het jaar waarin hij om zijn pensioen vroeg.
In 1568 werd op aandringen van Aldrovandi de botanische tuin van Bologna (Giardino dei semplici) gesticht binnen de muren van het Palazzo d'Accursio, op de plek waar later de Sala Borsa werd gebouwd. Hij werd benoemd tot directeur van de tuin (in volgorde van tijd de vijfde in Italië), samen met Cesare Odoni, en na diens dood (1571) alleen. Hij besteedde veel zorg aan dit instituut. In 1587 werd de tuin verplaatst naar de Porta Santo Stefano, en moest hij zijn werk helemaal opnieuw beginnen, totdat de Bolognese Senaat in 1600 besloot om de tuin terug te brengen naar zijn oorspronkelijke locatie. Het werk werd begonnen door Aldrovandi, inmiddels bijna tachtig en ziek, maar het werd later voltooid door zijn leerling en opvolger, de Nederlander Johannes Cornelius Uiterweer (1592–1619).
Naast de leerstoelen, bekleedde Aldrovandi ook openbare ambten. In september en oktober 1569 bezette hij, volgens het familierecht, een plaats in de magistratuur (de Anziani). Hij was protomedico van het Collegio dei medici, en in die hoedanigheid raakte hij in 1575 in een conflict met de apothekers aangaande de samenstelling van het medicijn theriaca. In 1574 had Aldrovandi zelf in het klooster van San Salvatore in het openbaar een theriaca laten samenstellen. Op 11 juni 1575 besloten de apothekers van Bologna echter om er een te maken volgens hun eigen recept, in concurrentie met die van Aldrovandi. Hij wees die van de apothekers in het openbaar af, en verbood in zijn functie van protomedicus de distributie ervan. Het leidde ertoe dat hij op 27 juni 1575 voor vijf jaar lang uit alle openbare ambten werd verbannen. Hij zocht daarop steun bij diverse gezaghebbende collega's en in maart 1577 bezocht hij zelfs paus Gregorius XIII, een familielid van zijn moeders kant. In een brief van 11 juni aan het stadsbestuur van Bologna verzocht kardinaal San Sisto namens de paus om Aldrovandi te rehabiliteren. Dat gebeurde in juli 1577.
Vanaf 1551 hield hij regelmatig excursies om planten, dieren en mineralen te verzamelen. Van die van 1564 naar de Monte Baldo nabij Verona, bracht Francesco Calzolari in 1566 een gedrukt verslag uit. Op sommige excursies werd hij vergezeld door bekende tijdgenoten, onder wie Luigi Anguillara de prefect van de botanische tuin van Pisa.
In 1600 hield hij op met lesgeven, maar hij bleef nog wel directeur van de botanische tuin. Vanaf dat moment richtte hij zijn aandacht op het publiceren van zijn verzamelde kennis. In 1603 ging dat niet langer. Op 10 november van dat jaar maakte hij zijn testament, waarin hij zijn collectie, zijn manuscripten, de tekeningen die hij had laten vervaardigen en zijn bibliotheek, naliet aan de senaat van Bologna, op voorwaarde dat die zorg zou dragen voor het publiceren van het materiaal. Hij overleed op 4 mei 1605 zonder nakomelingen. Hij werd begraven in het familiegraf in een kapel van de basiliek van San Stefano in Bologna. De aan de senaat nagelaten collectie werd in 1617 in zes zalen van het Palazzo d'Accursio ondergebracht, en verhuisde in 1742 naar het Palazzo Poggi. In eerste instantie werd Bartolomeo Ambrosini aangesteld als beheerder van de collectie. Hij redigeerde veel van zijn werk, en droeg zorg voor de publicatie ervan. In de negentiende eeuw raakte de collectie verspreid over verschillende instituten. Ter gelegenheid van zijn 300e sterfdag werd begonnen met het weer bijeenbrengen van de collectie, wat in 1907 resulteerde in het Museo Aldrovandiano in het Palazzo Poggi.

## Publicaties
- 1556 Le statue antiche di Roma, in Lucio Mauro, Le antichità de la Città di Roma brevissimamente raccolte da chiunque ha scritto o antico o moderno, Venezië, Giordano Ziletti
- 1574 Antidotarii Bononiensis, sive de usitata ratione componendorum, miscendorumque medicamentorum epitome, Bologna, Giovanni Rossio
- 1599 Ornithologiae hoc est de avibus historiae libri XII, Bologna, Giovan Battista Bellagamba
- 1600 Ornithologiae tomus alter cum indice copiosissimo variarum linguarum, Bologna, Giovan Battista Bellagamba
- 1602 De animalibus insectis libri septem, cum singulorum iconibus ad vivum expressis, Bologna, Giovan Battista
- 1603 Ornithologiae tomus tertius, ac postremus. Cum indice copiosissimo variarum linguarum, Bologna, Giovan Battista Bellagamba
- 1606 De reliquis animalibus exanguibus libri quatuor, post mortem eius editi: nempe de mollibus, crustaceis, testaceis, et zoophytis, Bologna, Giovan Battista Bellagamba
- 1613 De piscibus libri V et De cetis liber unus, verzorgd door Johannes Cornelius Uiterweer, Bologna, Giovan Battista Bellagamba
- 1616 De quadrupedibus solidipedibus volumen integrum, verzorgd door Johannes Cornelius Uiterweer en Girolamo Tamburini, Bologna, Giovan Battista Bellagamba
- 1621 Quadrupedum omnium bisulcorum historia, verzorgd door Johannes Cornelius Uiterweer, Thomas Dempster en Girolamo Tamburini, Bologna, Sebastiano Bonomi
- 1637 De quadrupedibus digitatis viviparis libri tres, et De quadrupedibus digitatis oviparis libri duo, verzorgd door Bartolomeo Ambrosini, Bologna, Nicolò Tebaldini
- 1640 Serpentum et draconum historiae libri duo, verzorgd door Bartolomeo Ambrosini, Bologna, Clemente Ferroni
- 1642 Monstrorum historia cum Paralipomenis historiae omnium animalium, verzorgd door Bartolomeo Ambrosini, Bologna, Nicolò Tebaldini
- 1648 Musaeum metallicum in libros quattuor, verzorgd door Bartolomeo Ambrosini, Bologna, Giovanni Battista Ferroni
- 1668 Dendrologiae naturalis scilicet arborum historiae libri duo, verzorgd door Ovidio Montalbani, Bologna, Giovanni Battista Ferroni

## Eerbewijzen
- Het plantengeslacht Aldrovanda, tegenwoordig in de zonnedauwfamilie, werd in 1747 door Gaetano Monti naar hem vernoemd. De naam werd in 1753 door Linnaeus overgenomen.[5]

- Bibsys: 2119941
- Biblioteca Nacional de España: XX1148686
- Bibliothèque nationale de France: cb12061844r (data)
- Author citation (botany): Aldrovandi
- Catàleg d'autoritats de noms i títols de Catalunya: 981058507347506706
- CiNii: DA14053559
- Stuttgart Database of Scientific Illustrators 1450–1950: 9
- Gemeinsame Normdatei: 118898825
- International Standard Name Identifier: 0000 0001 1862 6480
- Library of Congress Control Number: n50035572
- Nationale Bibliotheek van Tsjechië: jn20000720005
- Nationale bibliotheek van Australië: 35832241
- Nationale Bibliotheek van Israël: 987007271524705171
- Nationale Bibliotheek van Polen: a0000001190081
- Nationale en Universitaire bibliotheek Zagreb: 000150610
- Nederlandse Thesaurus van Auteursnamen: 070804397
- Réseau des bibliothèques de Suisse occidentale: 02-A002917025
- RKD-Nederlands Instituut voor Kunstgeschiedenis: 1020
- Istituto Centrale per il Catalogo Unico: UFIV068127
- LIBRIS: 170239
- SNAC: w6t46s3s
- Système universitaire de documentation: 028873238
- Trove: 1107655
- Union List of Artist Names: 500342675
- Virtual International Authority File: 100190422
- WorldCat: E39PBJc3Dtr4ygJxj4MmgcCRKd